# بلدية ستوبيني
بلدية ستوبيني (باللاتفية: Stopiņu novads )‏ هي بلدية في لاتفيا، بلغ عدد سكانها 10٬293  نسمة، في 2017، عاصمتها Ulbroka ‏.

## الموقع
تشترك في الحدود مع:
- ريغا
- بلدية روباجي
- بلدية غاركالن
- بلدية سالاسبيلز.